# Tereticus carinatus
Tereticus carinatus är en skalbaggsart som beskrevs av Reé Michel Quentin och Jean François Villiers 1975. Tereticus carinatus ingår i släktet Tereticus och familjen långhorningar.
Artens utbredningsområde är Madagaskar. Inga underarter finns listade i Catalogue of Life.